# Ронин (филм)
Ронин (енгл. Ronin) је филм из 1998. који је режирао Џон Франкенхајмер. Главне улоге играју: Роберт де Ниро, Жан Рено и Наташа Макелхон.

## Радња
У средњовековном Јапану су се самураји заклињали да ће свог господара чувати и по цени свог живота. Међутим ако је њихов господар ипак погинуо они су губили част, и нису их више називали самурајима, већ су постали тзв. „ронин“. Они су наставили своје бедан живот као плаћеници или као хајдуци.
По филму је слична била ситуација и са тајном агентима после завршетка хладног рата. Они су такође остајали без свог господара. Али се појавио један тајанствени и веома богат наручилац. Шесторо тајних агената су се нашли у једној кафани у Француској. Циљ је јако једноставан, али га је јако тешко извести. Они бивају унајмљени да се дочепају једне јако добро чуване ташне. Нико од њих не познаје садржину ташне, а ни они сами се не знају. Али су сви мотивисани, и вољни да учине све да изврше задатак.

## Улоге
| Глумац           | Улога             |
| ---------------- | ----------------- |
| Роберт де Ниро   | Сем               |
| Жан Рено         | Венсaн            |
| Наташа Макелхон  | Дирдре            |
| Стелан Скарсгорд | Грегор            |
| Шон Бин          | Спенс             |
| Скип Садат       | Лари              |
| Мајкл Лонсдејл   | Жан-Пјер          |
| Јан Триска       | добро одевени тип |
| Џонатан Прајс    | Шејмус О'Рорк     |
| Фјодор Аткин     | Мики              |
| Катарина Вит     | Наташа Кирилова   |
| Бернар Блош      | Сергеј            |